# Putativt nödvärn
Putativt nödvärn är ett begrepp som har att göra med hur en person subjektivt uppfattat en viss situation. Här handlar det om att en person trodde att det förelåg en nödvärnssituation, men att så egentligen inte var fallet. 

Exempelvis kanske en person tror att denne blir attackerad med ett laddat vapen, men i själva verket var vapnet oladdat och utgjorde ingen fara.
Vidare kan en nödvärnssituation faktiskt förelegat i ett tidigare skede men att hotet upphört och nödvärnsrätten därmed också upphört. Den tidigare angripna personen tror kanske då, felaktigt, att hotet kvarstår och att nödvärnsrätt fortfarande föreligger. 
I dessa situationer kan domstolspraxisen rörande putativt nödvärn aktualiseras och medföra att personen ifråga åtminstone inte döms till ansvar för ett uppsåtligt brott (såsom exempelvis misshandel). Möjligen kan det dock i somliga fall anses som oaktsamt att så grovt missförstå en situation. Därmed kan det tänkas att personen trots allt kan dömas för ett brott som endast kräver oaktsamhet hos gärningsmannen (till exempel vållande till kroppsskada, istället för misshandel).
Även envarsgripande kan vara putativt. Normalt ställs kravet att man ska ta någon på bar gärning (eller på flyende fot) för att genomföra ett envarsgripande, men det finns lite spelrum för felbedömningar. Till exempel skulle de flesta se det som uppenbart snatteri om de ser någon stoppa på sig något från en hylla i en affär för att därefter springa ut ur butiken, men vederbörande kan ha fått lov att ta en gratis produkt (exempelvis som kompensation för något) och strax därefter märker att bussen går om två minuter. Det är ett exempel på putativt envarsgripande.